# Arthur Åhmansson
Arthur Åhmansson, född 22 september 1907 i Göteborg, död 5 maj 1982 i Ulricehamn, var en svensk officer (överste).

## Biografi
Arthur Åhmanssom påbörjade sin militära bana vid Älvsborgs regemente (I 15) i Borås. Som arméofficer tog han steget över till Flygvapnet och genomgick flygutbildning, för att därefter göra flygtjänst vid Fjärde flygkåren. I samband med flygvapnets omorganisation 1936 kom han till utbildningsförvaltningen vid flygstaben. År 1946 befordrades han till överstelöjtnant.
Åhmansson var chef för Göta flygflottilj (F 9) mellan åren 1948 och 1959. Arthur Åhmansson var den andre flottiljchefen vid F 9, och var den som innehade chefskapet för flottiljen under längst tid. 
Arthur Åhmansson var far till Gabriella Åhmansson och Katarina Åhmansson samt farbror till Nils Erik Åhmansson.

## Utmärkelser
- Kommendör av första klass av Svärdsorden, 6 juni 1957.[1]